# Buczyna (powiat świebodziński)
Buczyna (niem. Braunfelde) – wieś w Polsce położona w województwie lubuskim, w powiecie świebodzińskim, w gminie Lubrza. Wieś sąsiaduje z Zagajami tworząc jedno sołectwo.
W latach 1975–1998 miejscowość administracyjnie należała do województwa zielonogórskiego.
Przed wojną w Buczynie działały kopalnie węgla brunatnego i brykietownia. Kolejka wąskotorowa odwoziła węgiel do Buczy. Po kopalniach i brykietowni pozostały ruiny, charakterystyczna zabudowa przedwojennych robotniczych bloków i jeziorka pozawałowe.